# Серняно
Серня̀но (на италиански: Sergnano; на ломбардски: Sergnà, Серня) е малко градче и община в Северна Италия, провинция Кремона, регион Ломбардия. Разположено е на 88 m надморска височина. Населението на общината е 3592 души (към 2016 г.).